# Beverly Boulevard

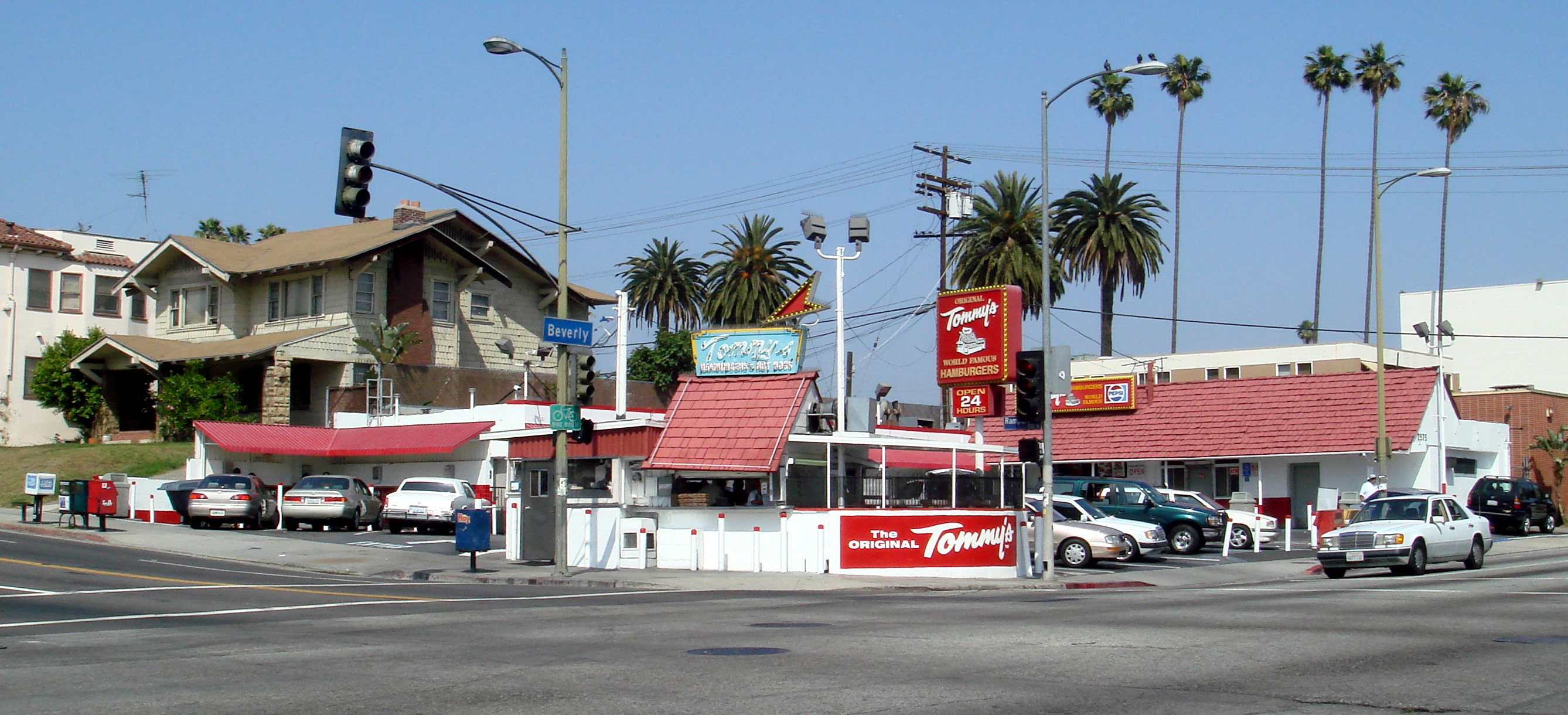
L'Original Tommy's all'angolo tra la Rampart e Beverly Blvd.

Beverly Boulevard è una delle principali arterie stradali che scorrono in direzione est-ovest della città di Los Angeles in California.
La strada inizia fuori dalla Santa Monica Boulevard a Beverly Hills e termina sul cavalcavia della Lucas Avenue vicino alla Downtown di Los Angeles.
La parte più conosciuta è quella che attraversa il quartiere di West Hollywood. Nel suo percorso passa il Cedars-Sinai Medical Center ed il
Beverly Center Mall (all'incrocio con La Cienega Boulevard, in fase di ristrutturazione su progetto di Massimiliano Fuksas). La maggior parte del Fairfax District è incentrato su Beverly Boulevard.
Sempre sull'intersezione tra la Beverly e la Cienega si trova lo Studio zone (conosciuto anche come thirty-mile zone) un'area di Los Angeles
dove hanno sede molte delle aziende legate all'industria dell'intrattenimento.
La Beverly Boulevard corre parallela alla Melrose Avenue ed alla terza strada di Los Angeles.
La zona detta CBS Television City dove hanno sede i famosi studi televisivi della CBS si trova all'angolo tra la Beverly e Faifax.La conosciuta catena di fast food Original Tommy's si trova all'angolo tra la Rampart e Beverly Blvd.